# アルミラ・スクリプチェンコ
アルミラ・スクリプチェンコ（1976年2月17日 - ）は、インターナショナルマスターとウーマングランドマスターの称号を持つモルドバ-フランスのチェスプレーヤー。2001年にヨーロッパ女子個人チェス選手権で優勝し、6度フランス女子チェスチャンピオンになった。

## 来歴
1976年、キシナウで生まれる、父親がウクライナ人で母親がアルメニア人。6歳の時にチェスを始める。
1992年、ドイツのデュースブルクで開催された世界ユースチェス選手権における16歳未満の部で優勝した。1993年には18歳未満の部で銅メダルを獲得した。
彼女は1997年にフランスのグランドマスター、ジョエル・ローティエと結婚し、フランスに移住した。 2002年、ジョエル・ローティエと離婚した。2001年、フランス市民になった。その後、フランスのグランドマスター、ローラン・フレシネと結婚し、2007年1月に娘を出産した。
2001年、25歳で、 Women's European Individual Chess Championshipで優勝した。この時、「2001年モルドバ最優秀スポーツ選手」に選出され、母国の国家功労勲章を授与された。
2004年、North Urals Cupで優勝した。クラスノトゥリインスクで開催された9ラウンドのシングルラウンドロビントーナメントでは、世界で最も強力な10人の女性プレーヤーが参加した。スクリプチェンコの最終成績は元女子世界チャンピオンのマイア・チブルダニゼに0.5ポイント上回り、直接の対戦でも勝利した。 2005年、ビールで開催されたAccentus LadiesTournamentで優勝した。スクリプチェンコは、2000年、2001年、2010年に世界女子チェス選手権で準々決勝に進出した。 
パリに住み2002年からフランス代表として競技会に参加するスクリプチェンコは、ヨーロッパにおけるチェスの普及にも尽力している。彼女は2004年、2005年、2006年、2010年、   2012年 、2015年にフランス女子選手権で優勝した。団体戦では、NAOチェスクラブ（2003年、2004年）、クリシー・エチェス（2007年、2008年、2012年、2013年）とフランス国内チェスリーグを制覇し、ヴェルダー・ブレーメン（2005年）とドイツ国内チェスリーグであるブンデスリーガを制覇した。他の実績として、2003年、2004年、2005年にバーデンオスで獲得した3つの国内女子タイトル、モンテカルロ・クラブカップで獲得した5つのヨーロピアンクラブカップ優勝（2007年、2008年、2010年、2012年、2013年）などがある )。
チェス・オリンピアードにモルドバとフランスの代表として何度か参加しており、常にチームのトップボードを務めた。また、Association of Chess Professionalsの理事でもある。

## ポーカー
Skripchenkoは主要なポーカートーナメントも参加している。 2009年、彼女はワールドシリーズオブポーカーノーリミットテキサス・ホールデムトーナメントで7位になり、$ 78,664を獲得した  。2011年、彼女はワールドポーカーツアーの有名人招待トーナメントで2位になり、$ 50,000を獲得した 。ポーカートーナメントの獲得賞金は$ 250,000を超えている 。

## 将棋
将棋をプレーすることもある 。

## 参照
- オリンプベース（チームイベントデータ）
- 国際チェスフェスティバルビール